# Nemanja Nikolić
Nemanja Nikolić (cyrillique : Немања Николић) (né le 31 décembre 1987 en RF Yougoslavie) est un footballeur international hongrois évoluant au poste d'attaquant.

## Biographie
Avec le Fire de Chicago, il devient l'un des meilleurs attaquants de la ligue en marquant vingt-quatre buts, au point d'être sélectionné pour le match des étoiles de la MLS en juillet 2017,. En mai 2017, il est élu joueur du mois de la MLS grâce à six buts et une passe décisive durant ce mois. Il se montre comme un joueur régulier en étant nommé trois fois joueur de la semaine durant le championnat 2017 (semaines 7, 18 et 32). De plus lors de la semaine 32, il inscrit le but de la semaine. 
Sa saison 2018 est plus décevante car même s'il inscrit quinze buts durant la saison, il n'est plus le meilleur buteur du championnat est se trouve bien loin des trente-deux buts de Josef Martínez. Il se blesse à la malléole en mai. Ce qui ne l'empêche pas d'être le meilleur buteur du Fire de Chicago pour la seconde année d'affilée.
La saison 2019 est encore moins prolifique pour Nemanja Nikolić qui ne marque que douze buts lors de cette saison en championnat. Il sera tout de même co-meilleur buteur de la saison pour le Chicago Fire.
En février 2020, Nikolić quitte le Fire à l'expiration de son contrat et retourne dans son ancien club Videoton, maintenant connu sous le nom de Fehérvár.

## Palmarès

### En club
- Championnat de Hongrie : 2011, 2015
- Coupe de la ligue de Hongrie : 2012
- Supercoupe de Hongrie : 2011, 2012
- Championnat de Pologne : 2016, 2017
- Coupe de Pologne : 2016

### Récompenses individuelles
- Meilleur buteur du championnat de Pologne : 2016
- Meilleur buteur de la Coupe de Pologne : 2016
- Meilleur buteur du championnat de Hongrie : 2010, 2014 et 2015
- Joueur du mois du Championnat de Pologne : août, septembre et octobre 2015
- Meilleur joueur du Championnat de Pologne : 2016
- XI de l'année MLS : 2017
- Meilleur buteur de la MLS : 2017[6]
- Meilleur joueur MLS ESPY Awards : 2018
- Meilleur buteur de la saison du Fire de Chicago : 2017, 2018 et 2019
- Footballeur hongrois de l'année : 2018
- Joueur hongrois de l'année du M4 Sport Gala : 2017
- Meilleur buteur de l'histoire de Fehérvár : 164 buts[7]